# Кубок Аргентини з футболу 2014—2015
Кубок Аргентини з футболу 2014-15 — 6-й розіграш кубкового футбольного турніру у Аргентині. Титул володаря кубка втретє здобув Бока Хуніорс.

## 1/16 фіналу
| Команда 1                  | Рахунок      | Команда 2                     |
| -------------------------- | ------------ | ----------------------------- |
| 4 липня 2015               |              |                               |
| Рівер Плейт                | 0:2          | Росаріо Сентраль              |
| 16 липня 2015              |              |                               |
| Естудьянтес (Ла-Плата)     | 1:1 пен. 6:5 | Сан-Мартін (Сан-Хуан) (2)     |
| Уніон (Санта-Фе)           | 0:0 пен. 5:6 | Хімнасія і Есгріма (Ла-Плата) |
| 21 липня 2015              |              |                               |
| Чакаріта Хуніорс (3)       | 2:1          | Олл Бойз (2)                  |
| 24 липня 2015              |              |                               |
| Архентінос Хуніорс (2)     | 0:2          | Гуарані Антоніо Франко (2)    |
| 30 липня 2015              |              |                               |
| Бока Хуніорс               | 3:0          | Банфілд                       |
| Кільмес                    | 3:0          | Індепендьєнте Рівадавія (2)   |
| 5 серпня 2015              |              |                               |
| Ферро Карріль Оесте (2)    | 3:3 пен. 4:1 | Лос-Андес (3)                 |
| 6 серпня 2015              |              |                               |
| Інстітуто (2)              | 1:2          | Сан-Лоренсо де Альмагро       |
| Ланус                      | 3:0          | Нуева Чикаго                  |
| 7 серпня 2015              |              |                               |
| Темперлей (2)              | 1:1 пен. 3:5 | Дефенса і Хустісія            |
| 8 серпня 2015              |              |                               |
| Індепендьєнте (Авельянеда) | 1:0          | Депортіво Еспаньйол (3)       |
| Расінг (Авельянеда)        | 2:1          | Тігре                         |
| 10 серпня 2015             |              |                               |
| Атлетіко Рафаела           | 5:1          | Депортіво Мерло(3)            |
| 12 серпня 2015             |              |                               |
| Атланта (Буенос-Айрес) (3) | 1:1 пен. 7:6 | Комунікасьйонес (3)           |
| Велес Сарсфілд             | 3:0          | Акассусо (3)                  |

## 1/8 фіналу
| Команда 1                     | Рахунок      | Команда 2                  |
| ----------------------------- | ------------ | -------------------------- |
| 20 серпня 2015                |              |                            |
| Індепендьєнте (Авельянеда)    | 0:2          | Ланус                      |
| Гуарані Антоніо Франко (2)    | 0:4          | Бока Хуніорс               |
| Чакаріта Хуніорс (3)          | 0:1          | Дефенса і Хустісія         |
| 27 серпня 2015                |              |                            |
| Атлетіко Рафаела              | 0:1          | Сан-Лоренсо де Альмагро    |
| Расінг (Авельянеда)           | 1:1 пен. 4:2 | Атланта (Буенос-Айрес) (3) |
| 28 серпня 2015                |              |                            |
| Росаріо Сентраль              | 0:0 пен. 5:3 | Ферро Карріль Оесте (2)    |
| 2 вересня 2015                |              |                            |
| Хімнасія і Есгріма (Ла-Плата) | 0:1          | Велес Сарсфілд             |
| 4 вересня 2015                |              |                            |
| Кільмес                       | 1:1 пен. 1:3 | Естудьянтес (Ла-Плата)     |

## 1/4 фіналу
| Команда 1           | Рахунок      | Команда 2               |
| ------------------- | ------------ | ----------------------- |
| 10 вересня 2015     |              |                         |
| Ланус               | 1:1 пен. 4:3 | Велес Сарсфілд          |
| 18 вересня 2015     |              |                         |
| Расінг (Авельянеда) | 2:0          | Сан-Лоренсо де Альмагро |
| 24 вересня 2015     |              |                         |
| Росаріо Сентраль    | 2:1          | Естудьянтес (Ла-Плата)  |
| Дефенса і Хустісія  | 1:2          | Бока Хуніорс            |

## 1/2 фіналу
| Команда 1        | Рахунок | Команда 2           |
| ---------------- | ------- | ------------------- |
| 24 жовтня 2015   |         |                     |
| Росаріо Сентраль | 1:0     | Расінг (Авельянеда) |
| Ланус            | 0:2     | Бока Хуніорс        |

## Фінал
| 5 листопада 2015 2:10 (EEST) |

| Росаріо Сентраль | 0:2      | Бока Хуніорс                 |
| ---------------- | -------- | ---------------------------- |
|                  | Протокол | Лодейро 55' (пен.) Чавес 89' |

| Маріо Альберто Кемпес, Кордова Глядачів: 57 100 Арбітр: Дієго Себальйос |